# الشيطان الصغير (فلم)
الشيطان الصغير هو فيلم مصري عرض عام 1963، بطولة سميرة أحمد وكمال الشناوي وحسن يوسف وصلاح منصور، ومن إخراج كمال الشيخ.

## قصة الفيلم
تستعد أسرة عصام للانتقال من مدينة الإسكندرية إلى القاهرة، وأثناء نقل الأثاث يلاحظ عصام أن اثنين من العاملين بالنقل يخفيان جريمة، ويختفي داخل عربة نقل الأثاث، وعندما يختفي داخل العربة لم يكن يتصور أن سعادة أمه رجاء ووالده مجدي قد انتهت، وغلبه النوم ليصحو على مفاجأة، ويجد السائق ومساعده يحاولان إخفاء آثار جريمة بشعة، وأصبح هو وحده الذي يعرف السر، وصار في نفس الوقت خطرًا لا بد من التخلص منه.

## طاقم التمثيل
- سميرة أحمد: (رجاء)
- كمال الشناوي: (مجدي)
- حسن يوسف: (عليوة)
- صلاح منصور: (حسنين)
- محمد يحيى: (عصام - طفل)
- سلوى محمود: (جمالات)
- نادية النقراشي: (فوزية)
- أحمد خميس: (صديق مجدي)
- آمال شريف: (الممرضة)
- صفاء مجدي
- أحمد شوقي: (ضابط)
- عدوي غيث: (عامل السنترال)
- كمال الزيني: (ضابط)
- عواطف أحمد
- إيناس عبد الله: (نجوى - طفلة)

## فريق العمل
- إخراج: كمال الشيخ
- سيناريو: صبري عزت، كمال الشيخ
- حوار: صبري عزت
- مدير التصوير: محسن نصر
- مونتاج: سعيد الشيخ
- إنتاج: أفلام جمال الليثي
- توزيع: دولار فيلم